# Alexander Schmorell
Alexander Schmorell (Orenburg, 16 settembre 1917 – Monaco di Baviera, 13 luglio 1943) è stato un antifascista tedesco di origine russa, membro della Rosa Bianca, un'organizzazione d'ispirazione cristiana di opposizione al regime nazista.

## Biografia

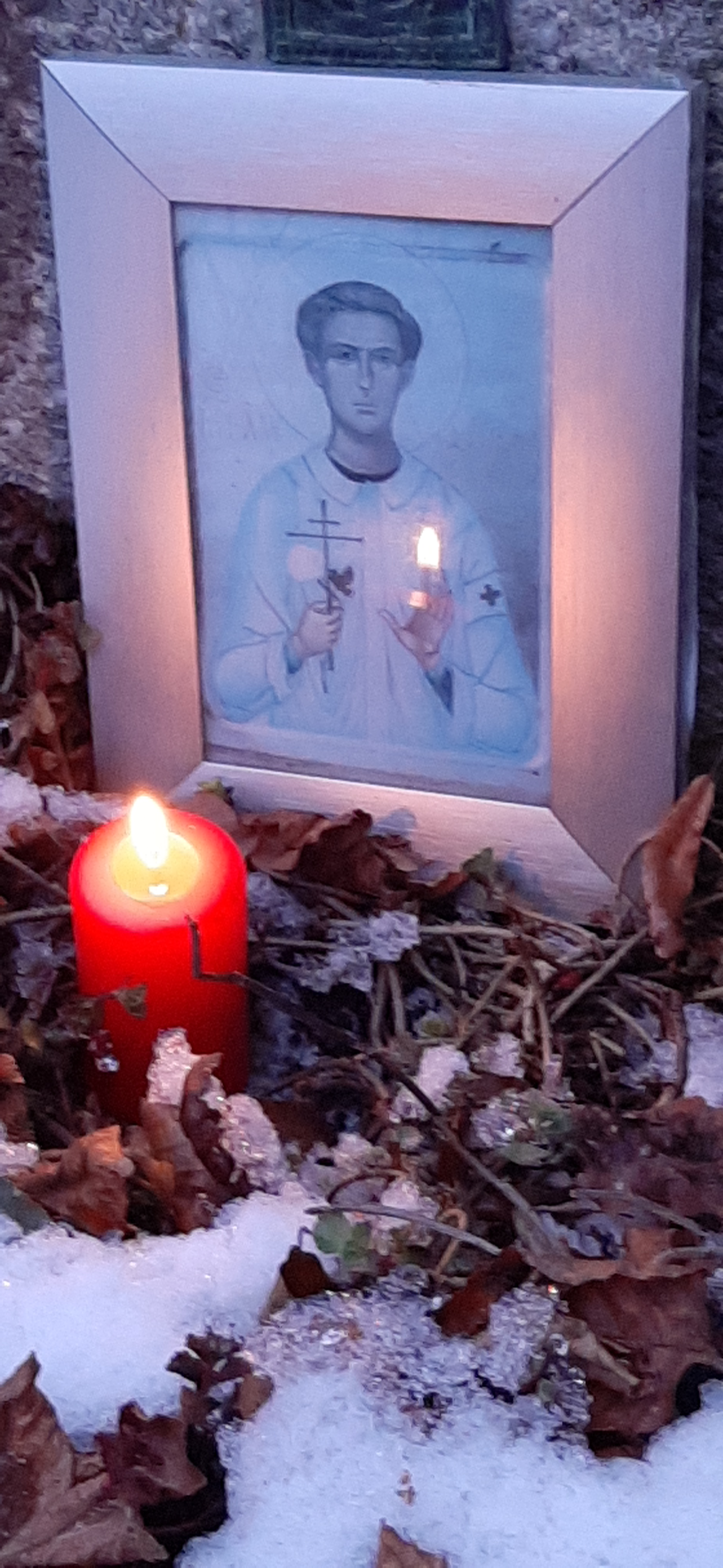
Icona russa raffigurante Schmorell come Santo e portatore della passione.

Alexander Schmorell nacque a Orenburg, negli Urali dell'allora impero russo, figlio di un medico tedesco e della figlia di un prete russo. Nel 1921 si trasferì in Germania con il padre, anche a seguito della rivoluzione russa. Di convinta fede zarista, continuò a partecipare alle funzioni della chiesa ortodossa e fu quindi acerrimo nemico dei profani bolscevichi.
Compì studi medici e venne arruolato prima nella Reichsarbeitsdienst, e quindi nella Wehrmacht, combattendo sul fronte orientale. Anche a seguito degli orrori della guerra, una volta tornato in Germania, a Monaco di Baviera, si unì al gruppo clandestino antinazista della Rosa Bianca, insieme agli studenti Hans e Sophie Scholl, Willi Graf, Christoph Probst e altri. Contribuì a stendere e diffondere i volantini di opposizione al regime hitleriano.

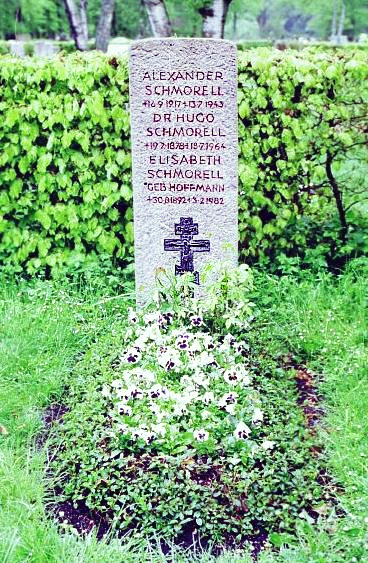
La tomba di Alexander Schmorell a Monaco di Baviera.

In seguito alla scoperta del gruppo, nonostante un tentativo di fuga in Svizzera, venne catturato, processato dal Tribunale del Popolo, presieduto da Roland Freisler, e condannato a morte. La condanna venne eseguita con la ghigliottina il 13 luglio 1943.
Il 5 febbraio 2012, venne proclamato santo e portatore della passione a Monaco dalla chiesa ortodossa russa.

## Filmografia
- Die Weiße Rose, regia di Michael Verhoeven (1982).
- La Rosa Bianca - Sophie Scholl (Sophie Scholl - Die letzten Tage), regia di Marc Rothemund (2005), interpretato da Johannes Suhm.

## Lavori
- (DE) Alexander Schmorell e Christoph Probst, Alexander Schmorell, Christoph Probst: gesammelte Briefe, a cura di Christiane Moll, Berlino, Lukas, 2011, ISBN 9783867320658, OCLC 800791348.